# August by Cake
August by Cake è il 24° album in studio del gruppo musicale statunitense Guided by Voices, pubblicato nel 2017 negli USA dalla Guided by Voices Inc.. Risulta essere il centesimo album pubblicato da Robert Pollard da quando esordì nel 1986.

## Tracce
- Tutti i brani sono stati scritti da Robert Pollard, eccetto dove indicato diversamente.

1. "5º On the Inside" – 2:29
2. "Generox Gray" – 1:59
3. "When We All Hold Hands at the End of the World" – 2:03
4. "Goodbye Note" (Doug Gillard) – 2:52
5. "We Liken the Sun" – 2:10
6. "Fever Pitch" – 1:02
7. "Absent the Man" (Mark Shue) – 1:37
8. "Packing the Dead Zone" – 2:52
9. "What Begins On New Years Day" – 2:00
10. "Overloaded" (Kevin March) – 3:33
11. "Keep Me Down" – 2:34
12. "West Coast Company Man" – 1:56
13. "Warm Up to Religion" – 1:53
14. "High Five Hall of Famers" (Bobby Bare, Jr.) – 2:09
15. "Sudden Fiction" (Shue) – 2:42
16. "Hiking Skin" – 1:57
17. "It's Food" – 2:54
18. "Cheap Buttons" – 2:13
19. "Substitute 11" – 2:32
20. "Chew the Sand" (Shue) – 3:46
21. "Dr. Feelgood Falls Off the Ocean" (Robert Pollard/Jim Pollard)– 2:00
22. "The Laughing Closet" – 1:33
23. "Deflect/Project" (Gillard) – 2:34
24. "Upon the Circus Bus" (Bare Jr.) – 2:21
25. "Try It Out (It's Nothing)" – 1:48
26. "Sentimental Wars" (March) – 2:49
27. "Circus Day Holdout" – 2:03
28. "Whole Tomatoes" – 1:13
29. "Amusement Park Is Over" – 2:19
30. "Golden Doors" – 1:42
31. "The Possible Edge" – 2:03
32. "Escape to Phoenix" – 2:08

## Formazione
- Robert Pollard – canto
- Doug Gillard – chitarra, canto
- Bobby Bare Jr. – chitarra, canto
- Mark Shue – basso, canto
- Kevin March – batteria, canto